# Juan Ignacio Baixas
Juan Ignacio Baixas Figueras (Santiago de Chile, 16 de septiembre de 1942) es un arquitecto y diseñador chileno. Baixas estudió arquitectura en la Pontificia Universidad Católica de Chile —recibiendo el título en 1968—, donde también se desempeña como profesor. Es arquitecto en ejercicio y tiene un estudio de arquitectura con su socio, Enrique del Río, siendo coautor de obras como el Museo Interactivo Mirador (MIM), el Conjunto Habitacional Puertas de la Reina, y el Edificio Prolam.

## Carrera
La obra de Baixas como arquitecto y diseñador forma parte de la colección permanente del Museo de Arte Moderno (MoMA). La colección incluye la «Casa en La Dehesa» (su primer proyecto arquitectónico, creado con Rita Mingo) y la «Silla Puzzle», que formó parte de la exposición Latin America in Construction: Architecture 1955–1980 («América Latina en Construcción: Arquitectura 1955–1980»).
A nivel académico, Baixas fue profesor en la Escuela de Arquitectura de la Universidad Católica de Valparaíso entre 1972 y 1990, para posteriormente dedicarse a la docencia en su alma mater, la Pontificia Universidad Católica de Chile. Fue director e integrante del comité editorial de la revista ARQ.
En 2006 fue reconocido con el Premio Fermín Vivaceta, otorgado por el Colegio de Arquitectos de Chile. En 2008 Baixas fue el presidente de la XVI Bienal de Arquitectura y Urbanismo de Chile, cuyo lema fue «Hacia una Arquitectura que cuide nuestra Tierra».